# Galles-Samoa en rugby à XV
Cet article présente l'historique des confrontations entre l'équipe du pays de Galles et l'équipe des Samoa en rugby à XV. Les deux équipes se sont affrontées à neuf reprises, dont trois fois en Coupe du monde. Les Gallois ont remporté cinq rencontres contre quatre pour les Samoans.

## Historique
Les rencontres entre les équipes du rugby à XV pays de Galles et des Samoa ont débuté dans les années 1980. Les Samoa ont dominé les rencontres dans les années 1990, battant notamment les Gallois à l'occasion de la Coupe du monde 1991 sur leur terrain et les éliminant de la compétition par la même occasion. Ce match a révélé les joueurs samoans au monde du rugby.

## Les confrontations
| No | Date              | Lieu                                        | Match                       | Score   | Compétition              |
| -- | ----------------- | ------------------------------------------- | --------------------------- | ------- | ------------------------ |
| 1  | 14 juin 1986      | Apia Park, Apia, Samoa                      | Samoa occidentales – Galles | 14 – 32 | Test match               |
| 2  | 12 novembre 1988  | Arms Park, Cardiff, Pays de Galles          | Galles – Samoa occidentales | 28 – 6  | Test match               |
| 3  | 6 octobre 1991    | Arms Park, Cardiff, Pays de Galles          | Galles – Samoa occidentales | 9 – 16  | Coupe du monde (Poule C) |
| 4  | 25 juin 1994      | Apia Park, Apia, Samoa                      | Samoa occidentales – Galles | 34 – 9  | Test match               |
| 5  | 14 octobre 1999   | Millennium Stadium, Cardiff, Pays de Galles | Galles – Samoa              | 31 – 38 | Coupe du monde (Poule D) |
| 6  | 11 novembre 2000  | Millennium Stadium, Cardiff, Pays de Galles | Galles – Samoa              | 50 – 6  | Test match               |
| 7  | 11 novembre 2009  | Millennium Stadium, Cardiff, Pays de Galles | Galles – Samoa              | 17 – 13 | Test match               |
| 8  | 18 septembre 2011 | Waikato Stadium, Hamilton, Nouvelle-Zélande | Galles – Samoa              | 17 – 10 | Coupe du monde (poule D) |
| 9  | 16 novembre 2012  | Millennium Stadium, Cardiff, Pays de Galles | Galles – Samoa              | 19 – 26 | Test match               |
| 10 | 23 juin 2017      | Apia Park, Apia Samoa                       | Samoa – Galles              | 17 – 19 | Test match               |